# 阿尔西亚峡谷
阿尔西亚峡谷（Arsia Chasmata）是火星凤凰湖区阿尔西亚山东北部的一条陡峭洼地，中心坐标位于南纬7.6度、西经119.3度处，全长约97公里，其名称取自火星古典反照率特征名。

高分辨率成像科学设备显示的阿尔西亚峡谷群，右下方可以看到一条陷坑链。

在行星地质学中，“深谷”一词是指深邃狭长的陡峭洼地。

## 另请查看
- 深谷
- 火星地质
- 高分辨率成像科学设备